# Johnny McKinstry
Johnathan McKinstry, detto Johnny (Lisburn, 16 luglio 1985), è un allenatore di calcio nordirlandese, commissario tecnico della nazionale gambiana.

## Palmarès

### Allenatore

#### Nazionale
- Coppa CECAFA: 1

Uganda: 2019